# Fran Dolšak
Fran Dolšak, slovenski zdravnik in botanik, * 27. marec 1877, Ljubljana, † 30. januar 1941, Ljubljana.
Med prvo in drugo svetovno vojno je raziskoval rastlinstvo Slovenije. Objavil je florističnih, sistematskih, fitogeografskih, naravovarstvenih in biografskih člankov ter zbral obsežen herbarij, ki je shranjen v herbarijski zbirki ljubljanske univerze.